# (10143) Kamogawa
(10143) Kamogawa es un asteroide perteneciente al cinturón de asteroides, descubierto el 8 de enero de 1994 por Atsushi Sugie desde el Observatorio Astronómico Dynic, Taga, Japón.

## Designación y nombre
Designado provisionalmente como 1994 AP1. Fue nombrado Kamogawa en homenaje al río japonés Kamogawa, fluye a través de la ciudad de Kioto. Ha aparecidoen múltiples ocasiones en la literatura y el arte japonés.

## Características orbitales
Kamogawa está situado a una distancia media del Sol de 2,983 ua, pudiendo alejarse hasta 3,634 ua y acercarse hasta 2,333 ua. Su excentricidad es 0,217 y la inclinación orbital 19,50 grados. Emplea 1882 días en completar una órbita alrededor del Sol.

## Características físicas
La magnitud absoluta de  Kamogawa es 12,3. Tiene 22,314 km de diámetro y su albedo se estima en 0,064.